# Арчуг
Арчуг (таб. Арчугъ) — село в Хивском районе Дагестана. Входит в состав сельского поселения «Сельсовет Кондикский».

## География
Расположено в 7 км к северо-западу от районного центра — села Хив, на реке Арчуглунуннир. По сообщениям местных жителей, в селе отсутствует сотовая связь.

## Население
| 1895 | 1926 | 1939 | 1970 | 1989 | 2002 | 2010 |
| ---- | ---- | ---- | ---- | ---- | ---- | ---- |
| 102  | ↗158 | ↘151 | ↗163 | ↘138 | ↗140 | ↘109 |
| 2021 |      |      |      |      |      |      |
| ↘91  |      |      |      |      |      |      |